# Lenny Murphy
Lenny Murphy, född 2 mars 1952 död 16 november 1982, var en brittisk lojalist och ledare över organisationen Shankill Butchers. Murphy var anklagad för att ha dödat flera civila katoliker och protestanter och blev slutligen mördad av Provisoriska IRA.  En av UDAs ledare beskrev honom som en typisk psykopat. 